# Acacia moirii
Acacia moirii é uma espécie de leguminosa do gênero Acacia, pertencente à família Fabaceae.